# Джордж, Уолтер Франклин
Уолтер Франклин Джордж (англ. Walter Franklin George; 29 января 1878, округ Уэбстер, Джорджия — 4 августа 1957, округ Дули, Джорджия) — американский юрист и политик; член консервативного крыла Демократической партии; сенатор с 1922 до 1957 год, председатель финансового комитета в 1941—1947 и 1949—1953 годах, также — председатель комитета по иностранным делам; временный президент Сената в 1955—1957 годах. Воздержался от одобрения кандидатуры Франклина Рузвельта на пост президента США в 1932 году — открыто возражал против президентского «плана упаковки суда» в 1937.

## Работы
- Compensation or pension to veterans or their dependents. Analysis of elements of entitlement to and rates of compensation or pension (1945)
- Adjusting government to new demands (1927)